# Hotunje
Hotunje este o localitate din comuna Šentjur, Slovenia, cu o populație de 279 de locuitori.